# منیدر
منیدر روستایی است از توابع بخش مرکزی و در شهرستان جغتای استان خراسان رضوی ایران. مردم این روستا به زبان فارسی خراسانی با گویش سبزواری صحبت می کنند. روستای منیدر در فاصله ۳۵ کیلومتری غرب جغتای قرار دارد. این روستا آخرین نقطه مرزی  شهرستان جغتای بوده و با شهرستان میامی در استان سمنان و شهرستان داورزن در استان خراسان رضوی همجوار است.
وجه تسمیه: با توجه به شنیده ها و گفته‌های بومیان، نام روستا در گذر زمان از "میان‌درّه" به "منیدر" تحول یافته‌است.
نامِ مناطق: از مناطق مختلف روستا میتوان به باغ‌شاه‌مراد(باغی شَمِراد)، سنگ‌نبشته(سِنگی‌ نِویشتَه)، کال نی(کالی نَی)، پِشِندَر، درخت سنجد، پِ‌کال، تِغی سُم، کالی اَلو، کِمَری دوهَچَه، پِ چِنار و... اشاره کرد.

## جمعیت
بر اساس سرشماری سال ۱۳۹۵ جمعیت آن ۷۵۲ نفر 
بوده است.